# Andrej Vasil'evič Martynov
Andrej Vasil'evič Martynov (Rjazan', 21 agosto 1879 – Mosca, 29 gennaio 1938) è stato un paleontologo ed entomologo russo.
Fu uno dei fondatori della scuola paleoentomologica russa. Originariamente interessato a trichoptera e crostacei, in seguito rivolse la sua attenzione allo studio dei vasti giacimenti fossili di insetti nel territorio dell'Unione Sovietica (ad esempio Karatau e Monti Sajany).